# Liga ACB 2022-23
La temporada 2022-23 de la Liga ACB fue la 40.ª temporada de la liga española de clubes de baloncesto de la era ACB. La temporada regular comenzó en septiembre de 2022, y finalizó en junio de 2023. El campeón fue el F.C. Barcelona, que lograba así su título número 20.

## Equipos participantes

### Información de los equipos
| Equipo                 | Ciudad                     | Entrenador          | Pabellón                             | Aforo  | Proveedor | Patrocinador principal                     | Fundación |
| ---------------------- | -------------------------- | ------------------- | ------------------------------------ | ------ | --------- | ------------------------------------------ | --------- |
| BAXI Manresa           | Manresa                    | Pedro Martínez      | Pavelló Nou Congost                  | 5000   | Pentex    | Baxi                                       | 1931      |
| Casademont Zaragoza    | Zaragoza                   | Porfirio Fisac      | Pabellón Príncipe Felipe             | 10 744 | Mercury   | Casademont                                 | 2002      |
| C.B. Gran Canaria      | Las Palmas de Gran Canaria | Jaka Lakovič        | Gran Canaria Arena                   | 9875   | Spalding  | Cabildo de Gran Canaria                    | 1963      |
| Club Joventut Badalona | Badalona                   | Carles Durán        | Palacio Mun. De Deportes de Badalona | 12 499 | Spalding  | Fundación Probitas                         | 1930      |
| Coosur Real Betis      | Sevilla                    | Luis Casimiro       | Palacio Municipal Deportes San Pablo | 7626   | Hummel    | Coosur                                     | 1987      |
| F.C. Barcelona         | Barcelona                  | Roger Grimau        | Palau Blaugrana                      | 7585   | Nike      | Assistència Sanitària                      | 1926      |
| Lenovo Tenerife        | San Cristóbal de La Laguna | Txus Vidorreta      | Pabellón Insular Santiago Martín     | 5000   | Austral   | Lenovo                                     | 1939      |
| Bàsquet Girona         | Gerona                     | Aíto García Reneses | Fontajau                             | 5500   | Nike      | FIATC                                      | 2014      |
| Monbus Obradoiro       | Santiago de Compostela     | Moncho Fernández    | Multiusos Fontes do Sar              | 5060   | Geff      | Monbus                                     | 1970      |
| Covirán Granada        | Granada                    | Pablo Pin           | Palacio Municipal de Deportes        | 9507   | Vive      | Covirán                                    | 2012      |
| Real Madrid            | Madrid                     | Chus Mateo          | WiZink Center                        | 13 109 | Adidas    | Autohero                                   | 1931      |
| Río Breogán            | Lugo                       | Veljko Mršić        | Pazo dos Deportes                    | 6500   | Wibo      | Río de Galicia                             | 1966      |
| Cazoo Baskonia         | Vitoria                    | Joan Peñarroya      | Fernando Buesa Arena                 | 15 504 | Puma      | Cazoo                                      | 1959      |
| Surne Bilbao Basket    | Bilbao                     | Jaume Ponsarnau     | Bilbao Arena                         | 10 014 | Hummel    | Surne                                      | 2000      |
| Unicaja Málaga         | Málaga                     | Ibon Navarro        | Martín Carpena                       | 10 642 | Joma      | Unicaja Banco                              | 1977      |
| UCAM Murcia            | Murcia                     | Sito Alonso         | Palacio de los Deportes de Murcia    | 7454   | Hummel    | Universidad Católica San Antonio de Murcia | 1985      |
| Carplus Fuenlabrada    | Fuenlabrada                | Óscar Quintana      | Polideportivo Fernando Martin        | 5700   | Kromex    | Carplus                                    | 1981      |
| Valencia Basket        | Valencia                   | Álex Mumbrú         | Pabellón Municipal Fuente San Luis   | 9000   | Luanvi    | Pamesa Cerámica                            | 1986      |

Notas

### Cambios de entrenadores
| Equipo              | Entrenador           | Tipo de salida     | Fecha de vacante      | Entrenador entrante         | Fecha de nombramiento   |
| ------------------- | -------------------- | ------------------ | --------------------- | --------------------------- | ----------------------- |
| Surne Bilbao Basket | Álex Mumbrú          | Fin de contrato    | 6 de junio de 2022    | Jaume Ponsarnau             | 21 de junio de 2022     |
| Valencia Basket     | Joan Peñarroya       | Fin de contrato    | 7 de junio de 2022    | Álex Mumbrú                 | 14 de junio de 2022     |
| Cazoo Baskonia      | Neven Spahija        | Fin de contrato    | 9 de junio de 2022    | Joan Peñarroya              | 13 de junio de 2022     |
| Gran Canaria        | Porfirio Fisac       | Fin de contrato    | 12 de junio de 2022   | Jaka Lakovič                | 17 de junio de 2022     |
| Casademont Zaragoza | Dragan Šakota        | Fin de contrato    | 25 de junio de 2022   | Martin Schiller             | 25 de junio de 2022     |
| Bàsquet Girona      | Jordi Sargatal       | Fin de contrato    | 30 de junio de 2022   | Aíto García Reneses         | 8 de julio de 2022      |
| Real Madrid         | Pablo Laso           | Despedido          | 4 de julio de 2022    | Chus Mateo                  | 25 de junio de 2022     |
| Carplus Fuenlabrada | Josep Maria Raventós | Despedido          | 11 de octubre de 2022 | José Luis Pichel (interino) | 15 de noviembre de 2022 |
| Casademont Zaragoza | Martin Schiller      | Despedido          | 18 de octubre de 2022 | Porfirio Fisac              | 19 de octubre de 2022   |
| Carplus Fuenlabrada | José Luis Pichel     | Fin de interinidad | 24 de enero de 2023   | Óscar Quintana              | 24 de enero de 2023     |

### Árbitros
| Nº | Árbitro                      | CCAA                 | Antigüedad | Internacional | Internacional desde |
| -- | ---------------------------- | -------------------- | ---------- | ------------- | ------------------- |
| 5  | Daniel Hierrezuelo Navas     | Andalucía            | 28         | Euroliga      | 2001                |
| 15 | Juan Carlos García González  | País Vasco           | 26         | Euroliga      | 2003                |
| 20 | Òscar Perea Lorente          | Cataluña             | 23         | —             |                     |
| 21 | Vicente Bultó Estébanez      | Castilla y León      | 31         | FIBA          | 2001                |
| 22 | Francisco Araña Santana      | Canarias             | 23         | FIBA          | 2007                |
| 27 | Antonio Conde Ruiz           | Andalucía            | 22         | FIBA          | 2004                |
| 31 | Carlos Peruga Embid          | Aragón               | 22         | Euroliga      | 2012                |
| 33 | Miguel Ángel Pérez Pérez     | Galicia              | 24         | Euroliga      | 2003                |
| 35 | Emilio Pérez Pizarro         | Castilla-La Mancha   | 23         | Euroliga      | 2003                |
| 43 | Benjamín Jiménez Trujillo    | Andalucía            | 19         | Euroliga      | 2011                |
| 44 | Carlos Cortés Rey            | Galicia              | 20         | Euroliga      | 2010                |
| 50 | Luis Miguel Castillo Larroca | Región de Murcia     | 16         | FIBA          | 2015                |
| 53 | Rubén Sánchez Mohedas        | País Vasco           | 14         | —             |                     |
| 54 | Fernando Calatrava Cuevas    | Comunidad Valenciana | 13         | FIBA          | 2003                |
| 55 | Jorge Martínez Fernández     | Castilla y León      | 13         | —             |                     |
| 57 | Sergio Manuel Rodríguez      | País Vasco           | 11         | FIBA          | 2019                |
| 59 | Juan de Dios Oyón Cauqui     | Cataluña             | 11         | —             |                     |
| 60 | Rafael Serrano Velázquez     | Comunidad de Madrid  | 10         | —             |                     |
| 61 | Jordi Aliaga Solé            | Cataluña             | 10         | Euroliga      | 2016                |
| 63 | Martín Caballero Madrid      | Comunidad de Madrid  | 9          | —             |                     |
| 64 | Raúl Zamorano Sánchez        | Comunidad de Madrid  | 8          | FIBA          | 2019                |
| 65 | Esperanza Mendoza Holgado    | Extremadura          | 6          | FIBA          | 2017                |
| 66 | Alfonso Olivares Iglesias    | Comunidad de Madrid  | 6          | —             |                     |
| 67 | Arnau Padrós Feliu           | Cataluña             | 6          | FIBA          | 2021                |
| 68 | Alberto Sánchez Sixto        | Andalucía            | 6          | FIBA          | 2019                |
| 69 | Javier Torres Sánchez        | Aragón               | 6          | FIBA          | 2019                |
| 70 | Alberto Baena Arroyo         | Cataluña             | 5          | FIBA          | 2021                |
| 71 | Iyán González Gálvez         | Asturias             | 5          | —             |                     |
| 72 | Carlos Merino Campos         | Comunidad de Madrid  | 5          | —             |                     |
| 73 | Yasmina Alcaraz Moreno       | Cataluña             | 4          | FIBA          | 2019                |
| 74 | Joaquín García González      | Andalucía            | 4          | FIBA          | 2021                |
| 75 | Roberto Lucas Martínez       | Aragón               | 4          | —             |                     |
| 76 | Vicente Martínez Silla       | Comunidad Valenciana | 4          | —             |                     |
| 77 | David Sánchez Benito         | Castilla y León      | 4          | —             |                     |
| 78 | Cristóbal Sánchez Cutillas   | Región de Murcia     | 4          | —             |                     |
| 79 | Fabio Fernández Esteban      | Comunidad de Madrid  | 3          | —             |                     |
| 80 | Andrés Fernández Carretero   | Cataluña             | 3          | —             |                     |
| 81 | Héctor Báez Batista          | Canarias             | 2          | —             |                     |

## Temporada regular

### Clasificación
|                                       | Equipo                  | J  | G  | P  | %G   | PF   | PC   | DP   |
| ------------------------------------- | ----------------------- | -- | -- | -- | ---- | ---- | ---- | ---- |
| 1                                     | Fútbol Club Barcelona   | 34 | 29 | 5  | 85,3 | 2895 | 2489 | 406  |
| 2                                     | Cazoo Baskonia          | 34 | 28 | 6  | 82,4 | 3128 | 2817 | 311  |
| 3                                     | Real Madrid             | 34 | 28 | 6  | 82,4 | 3005 | 2629 | 376  |
| 4                                     | Lenovo Tenerife         | 34 | 24 | 10 | 70,6 | 2834 | 2517 | 317  |
| 5                                     | Club Baloncesto Málaga  | 34 | 24 | 10 | 70,6 | 2969 | 2638 | 331  |
| 6                                     | Herbalife Gran Canaria  | 34 | 19 | 15 | 55,9 | 2837 | 2734 | 103  |
| 7                                     | Club Joventut Badalona  | 34 | 19 | 15 | 55,9 | 2766 | 2662 | 104  |
| 8                                     | Valencia Basket         | 34 | 17 | 17 | 50   | 2842 | 2826 | 16   |
| 9                                     | Club Baloncesto Murcia  | 34 | 16 | 18 | 47,1 | 2714 | 2820 | -106 |
| 10                                    | Club Baloncesto Breogán | 34 | 14 | 20 | 41,2 | 2620 | 2716 | -96  |
| 11                                    | Monbus Obradoiro        | 34 | 14 | 20 | 41,2 | 2694 | 2832 | -138 |
| 12                                    | Surne Bilbao Basket     | 34 | 14 | 20 | 41,2 | 2587 | 2735 | -148 |
| 13                                    | Casademont Zaragoza     | 34 | 12 | 22 | 35,3 | 2675 | 2755 | -80  |
| 14                                    | Bàsquet Manresa         | 34 | 12 | 22 | 35,3 | 2853 | 3025 | -172 |
| 15                                    | Bàsquet Girona          | 34 | 11 | 23 | 32,4 | 2604 | 2773 | -169 |
| 16                                    | Coviran Granada         | 34 | 11 | 23 | 32,4 | 2604 | 2913 | -309 |
| 17                                    | Real Betis Baloncesto   | 34 | 10 | 24 | 29,4 | 2659 | 2857 | -198 |
| 18                                    | Carplus Fuenlabrada     | 34 | 4  | 30 | 11,8 | 2589 | 3137 | -548 |
| Fuente: ACB; actualización automática |                         |    |    |    |      |      |      |      |

### Resultados
| Local \ Visitante   | BAR    | GIR    | BAX    | FUE    | CAZ    | BKN    | COV    | GCA    | JOV    | LNT   | MOB    | BET     | RMB    | BRE    | SBB    | UCM     | UNI    | VBC    |
| ------------------- | ------ | ------ | ------ | ------ | ------ | ------ | ------ | ------ | ------ | ----- | ------ | ------- | ------ | ------ | ------ | ------- | ------ | ------ |
| Barça               | —      | 72–69  | 93–72  | 101–64 | 68–63  | 89–74  | 100–82 | 87–79  | 87–71  | 67–65 | 94–77  | 104–70  | 97–82  | 82–54  | 88–78  | 86–57   | 75–60  | 81–75  |
| Bàsquet Girona      | 73–84  | —      | 79–86  | 85–60  | 78–69  | 70–75  | 88–73  | 69–78  | 79–66  | 72–88 | 93–76  | 79–90   | 88–94  | 66–73  | 84–59  | 100–89  | 59–73  | 75–79  |
| Baxi Manresa        | 78–101 | 82–79  | —      | 92–78  | 65–72  | 93–80  | 86–77  | 105–75 | 68–90  | 70–89 | 80–65  | 91–84   | 69–94  | 70–106 | 76–86  | 93–83   | 94–98  | 87–82  |
| Carplus Fuenlabrada | 56–84  | 75–83  | 101–97 | —      | 71–85  | 93–112 | 81–83  | 81–97  | 81–85  | 67–95 | 79–82  | 83–77   | 78–102 | 73–92  | 77–71  | 72–88   | 85–117 | 75–93  |
| Casademont Zaragoza | 85–83  | 88–95  | 99–88  | 79–82  | —      | 83–97  | 73–57  | 76–73  | 87–77  | 83–87 | 78–79  | 89–82   | 94–89  | 88–90  | 67–74  | 64–81   | 70–74  | 86–75  |
| Cazoo Baskonia      | 84–91  | 95–68  | 107–92 | 102–88 | 91–79  | —      | 105–81 | 101–97 | 84–83  | 79–85 | 110–94 | 107–103 | 88–82  | 97–76  | 100–78 | 102–73  | 103–89 | 85–79  |
| Covirán Granada     | 55–70  | 78–92  | 84–87  | 83–71  | 71–68  | 84–95  | —      | 80–66  | 73–62  | 73–82 | 93–89  | 66–76   | 62–82  | 80–70  | 99–84  | 88–67   | 69–101 | 81–110 |
| Gran Canaria        | 88–85  | 78–73  | 99–88  | 110–65 | 88–72  | 68–96  | 94–76  | —      | 100–88 | 70–86 | 75–68  | 87–71   | 67–95  | 77–66  | 94–71  | 107–89  | 88–70  | 95–89  |
| Joventut            | 82–79  | 92–64  | 73–65  | 103–86 | 89–84  | 77–86  | 90–72  | 75–91  | —      | 78–69 | 96–85  | 93–81   | 78–86  | 85–66  | 76–81  | 94–68   | 74–65  | 85–70  |
| Lenovo Tenerife     | 76–79  | 76–67  | 100–87 | 97–72  | 92–69  | 83–81  | 98–66  | 81–77  | 85–68  | —     | 86–67  | 88–64   | 67–80  | 85–67  | 73–57  | 109–111 | 91–84  | 94–78  |
| Monbus Obradoiro    | 76–74  | 89–63  | 104–99 | 102–72 | 76–73  | 91–86  | 88–83  | 58–85  | 74–91  | 58–78 | —      | 67–82   | 78–84  | 67–74  | 77–64  | 81–79   | 86–87  | 98–103 |
| Real Betis          | 77–85  | 71–79  | 87–83  | 87–77  | 67–83  | 71–83  | 85–91  | 88–82  | 67–71  | 80–76 | 71–73  | —       | 55–73  | 84–89  | 86–78  | 84–71   | 66–79  | 78–83  |
| Real Madrid         | 78–87  | 89–70  | 103–89 | 91–69  | 93–86  | 88–95  | 108–75 | 105–85 | 96–79  | 88–77 | 93–79  | 79–77   | —      | 91–73  | 86–65  | 93–57   | 102–90 | 79–62  |
| Río Breogán         | 74–78  | 92–70  | 81–82  | 78–70  | 71–87  | 77–86  | 99–67  | 53–71  | 65–85  | 61–86 | 64–59  | 114–115 | 96–72  | —      | 86–70  | 60–65   | 74–90  | 83–88  |
| Surne Bilbao Basket | 82–80  | 84–77  | 80–76  | 109–82 | 81–68  | 70–81  | 90–73  | 76–72  | 51–70  | 60–83 | 77–80  | 85–70   | 80–85  | 83–66  | —      | 99–81   | 71–103 | 71–65  |
| UCAM Murcia         | 72–86  | 102–79 | 96–83  | 83–64  | 79–74  | 80–87  | 82–89  | 99–85  | 88–76  | 85–64 | 80–84  | 76–72   | 80–88  | 70–84  | 67–55  | —       | 85–80  | 90–82  |
| Unicaja             | 81–86  | 94–70  | 97–88  | 100–75 | 104–78 | 81–89  | 94–68  | 70–63  | 78–69  | 75–71 | 99–89  | 106–60  | 71–76  | 100–66 | 92–79  | 82–66   | —      | 102–86 |
| Valencia Basket     | 80–92  | 104–69 | 103–92 | 92–86  | 88–76  | 81–85  | 80–72  | 82–76  | 101–97 | 77–72 | 87–78  | 87–81   | 68–79  | 77–80  | 95–88  | 74–75   | 67–83  | —      |

### Playoffs por el título
|  | Cuartos de final | Cuartos de final  | Cuartos de final | Cuartos de final | Cuartos de final |    |                   | Semifinales | Semifinales | Semifinales | Semifinales | Semifinales | Semifinales | Semifinales |   |              | Final | Final | Final | Final | Final |  |
|  |                  |                   |                  |                  |                  |    |                   |             |             |             |             |             |             |             |   |              |       |       |       |       |       |  |
|  |                  |                   |                  |                  |                  |    |                   |             |             |             |             |             |             |             |   |              |       |       |       |       |       |  |
|  | 1                | FC Barcelona      | 84               | 87               |                  |    |                   |             |             |             |             |             |             |             |   |              |       |       |       |       |       |  |
|  | 1                | FC Barcelona      | 84               | 87               |                  |    |                   |             |             |             |             |             |             |             |   |              |       |       |       |       |       |  |
|  | 8                | Valencia Basket   | 74               | 64               |                  |    |                   |             |             |             |             |             |             |             |   |              |       |       |       |       |       |  |
|  | 8                | Valencia Basket   | 74               | 64               |                  | 1  | FC Barcelona      | 84          | 79          | 90          | 87          |             |             |             |   |              |       |       |       |       |       |  |
|  |                  |                   |                  |                  |                  | 1  | FC Barcelona      | 84          | 79          | 90          | 87          |             |             |             |   |              |       |       |       |       |       |  |
|  |                  |                   | 5                | Unicaja Málaga   | 81               | 88 | 79                | 75          |             |             |             |             |             |             |   |              |       |       |       |       |       |  |
|  | 4                | Lenovo Tenerife   | 5                | Unicaja Málaga   | 81               | 88 | 79                | 75          | 59          | 74          |             |             |             |             |   |              |       |       |       |       |       |  |
|  | 4                | Lenovo Tenerife   |                  |                  |                  |    |                   |             |             |             |             |             |             |             |   |              |       |       |       |       |       |  |
|  | 5                | Unicaja Málaga    | 72               | 97               |                  |    |                   |             |             |             |             |             |             |             |   |              |       |       |       |       |       |  |
|  | 5                | Unicaja Málaga    | 72               | 97               |                  |    |                   |             |             |             |             |             |             |             | 1 | FC Barcelona | 97    | 86    | 93    |       |       |  |
|  |                  |                   |                  |                  |                  |    |                   |             |             |             |             |             |             |             | 1 | FC Barcelona | 97    | 86    | 93    |       |       |  |
|  |                  |                   | 3                | Real Madrid      | 88               | 85 | 82                |             |             |             |             |             |             |             |   |              |       |       |       |       |       |  |
|  | 2                | Cazoo Baskonia    | 3                | Real Madrid      | 88               | 85 | 82                | 91          | 76          |             |             |             |             |             |   |              |       |       |       |       |       |  |
|  | 2                | Cazoo Baskonia    |                  |                  |                  |    |                   |             |             |             |             |             |             |             |   |              |       |       |       |       |       |  |
|  | 7                | Joventut Badalona | 99               | 83               |                  |    |                   |             |             |             |             |             |             |             |   |              |       |       |       |       |       |  |
|  | 7                | Joventut Badalona | 99               | 83               |                  | 7  | Joventut Badalona | 93          | 73          | 73          | 73          |             |             |             |   |              |       |       |       |       |       |  |
|  |                  |                   |                  |                  |                  | 7  | Joventut Badalona | 93          | 73          | 73          | 73          |             |             |             |   |              |       |       |       |       |       |  |
|  |                  |                   | 3                | Real Madrid      | 83               | 90 | 83                | 94          |             |             |             |             |             |             |   |              |       |       |       |       |       |  |
|  | 3                | Real Madrid       | 3                | Real Madrid      | 83               | 90 | 83                | 94          | 95          | 89          |             |             |             |             |   |              |       |       |       |       |       |  |
|  | 3                | Real Madrid       |                  |                  |                  |    |                   |             |             |             |             |             |             |             |   |              |       |       |       |       |       |  |
|  | 6                | Gran Canaria      | 68               | 81               |                  |    |                   |             |             |             |             |             |             |             |   |              |       |       |       |       |       |  |
|  | 6                | Gran Canaria      | 68               | 81               |                  |    |                   |             |             |             |             |             |             |             |   |              |       |       |       |       |       |  |
|  |                  |                   |                  |                  |                  |    |                   |             |             |             |             |             |             |             |   |              |       |       |       |       |       |  |

## Galardones

### Jugador de la jornada
| Jornada | Jugador                | Equipo              | Val. |
| ------- | ---------------------- | ------------------- | ---- |
| 1       | Marc Gasol             | Bàsquet Girona      | 34   |
| 2       | Jasiel Rivero          | Valencia Basket     | 30   |
| 3       | Shannon Evans          | Real Betis          | 33   |
| 4       | Damien Inglis          | Gran Canaria        | 32   |
| 5       | Travis Trice           | UCAM Murcia         | 35   |
| 6       | Travis Trice (2)       | UCAM Murcia         | 31   |
| 7       | Justinian Jessup       | Casademont Zaragoza | 31   |
| 8       | Jaime Fernández        | Lenovo Tenerife     | 30   |
| 9       | Dušan Ristić           | Carplus Fuenlabrada | 28   |
| 10      | Matt Costello          | Cazoo Baskonia      | 31   |
| 11      | Shannon Evans (2)      | Real Betis          | 36   |
| 12      | Markus Howard          | Cazoo Baskonia      | 31   |
| 13      | Ludde Håkanson         | Surne Bilbao Basket | 33   |
| 14      | Martinas Geben         | Baxi Manresa        | 30   |
| 14      | Edy Tavares            | Real Madrid         | 30   |
| 15      | Giorgi Shermadini      | Lenovo Tenerife     | 36   |
| 16      | Volodymyr Gerun        | Real Betis          | 39   |
| 17      | Ethan Happ             | Río Breogán         | 37   |
| 18      | Giorgi Shermadini (2)  | Lenovo Tenerife     | 30   |
| 19      | Nico Brussino          | Gran Canaria        | 49   |
| 20      | Kendrick Perry         | Unicaja             | 37   |
| 21      | Nemanja Nenadić        | Río Breogán         | 35   |
| 22      | Tomáš Satoranský       | Barça               | 29   |
| 23      | Jerrick Harding        | Baxi Manresa        | 39   |
| 24      | Christian Mekowulu     | Casademont Zaragoza | 36   |
| 25      | Keanu Pinder           | Carplus Fuenlabrada | 30   |
| 26      | Tyson Pérez            | Real Betis          | 29   |
| 27      | Džanan Musa            | Real Madrid         | 33   |
| 28      | Kassius Robertson      | Monbus Obradoiro    | 40   |
| 29      | Kameron Taylor         | Bàsquet Girona      | 40   |
| 30      | Adam Smith             | Surne Bilbao Basket | 32   |
| 31      | Guerschon Yabusele     | Real Madrid         | 33   |
| 32      | Marcelinho Huertas     | Lenovo Tenerife     | 47   |
| 33      | Kyle Guy               | Joventut            | 28   |
| 33      | Joe Thomasson          | Covirán Granada     | 28   |
| 33      | Guerschon Yabusele (2) | Real Madrid         | 28   |
| 34      | Brancou Badio          | Baxi Manresa        | 30   |

### Jugador del mes
| Mes       | Jornadas | Jugador           | Equipo          | Val. | G–P | Ref    |
| --------- | -------- | ----------------- | --------------- | ---- | --- | ------ |
| Octubre   | 1–6      | Jasiel Rivero     | Valencia Basket | 26.5 | 2–2 | [ 20 ] |
| Noviembre | 7–9      | Ante Tomić        | Joventut        | 21.0 | 2–1 | [ 21 ] |
| Diciembre | 10–13    | Jasiel Rivero (2) | Valencia Basket | 20.7 | 2–1 | [ 22 ] |
| Enero     | 14–18    | Giorgi Shermadini | Lenovo Tenerife | 26.8 | 4–1 | [ 23 ] |
| Enero     | 14–18    | Edy Tavares       | Real Madrid     | 26.8 | 4–1 | [ 23 ] |
| Febrero   | 19–20    | Nico Brussino     | Gran Canaria    | 31.5 | 1–1 | [ 24 ] |
| Marzo     | 21–24    | Ethan Happ        | CB Breogán      | 20.8 | 2–2 | [ 25 ] |
| Abril     | 25–30    | Bojan Dubljević   | Valencia Basket | 23.5 | 3–1 | [ 26 ] |